# Túmulos saadianos

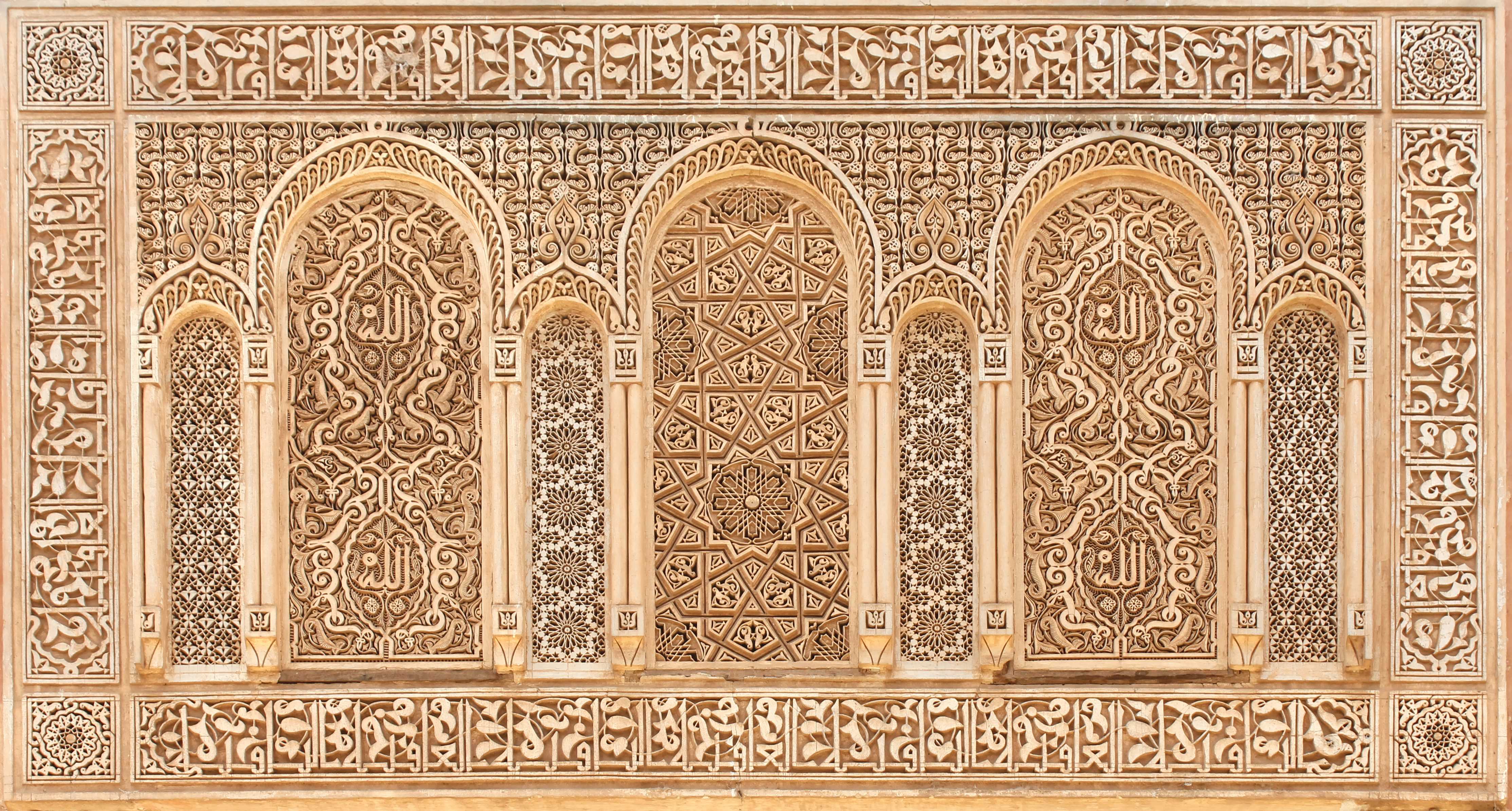
Exemplo do trabalho em estuque esculpido no mausoléu

Túmulos saadianos (em árabe: ضريح السعديين; em francês: Tombeaux Saadiens) é a designação de um mausoléu coletivo em Marraquexe onde estão sepultados cerca de 60 membros da dinastia saadiana, que reinou em Marrocos nos séculos XVI e XVII. O edifício foi construído durante o reinado de Amade Almançor (r. 1578–1603). Devido à sua beleza, nomeadamente das decorações, são uma das principais atrações turísticas de Marraquexe e são descritos como "joias arquitetónicas" na ficha do sítio "Almedina de Marraquexe" na lista do Património Mundial da UNESCO.
O mausoléu foi descoberto em 1917 e foi restaurado pelo serviço de Belas-Artes. Entre os túmulos encontram-se os de Amade Almançor e da sua família. O edifício tem três divisões, a mais prestigiosa delas com doze colunas, onde está sepultado o seu fundador, cuja estela é finamente decorada com madeira de cedro esculpida e estuque. Os túmulos foram feitos com mármore italiano de Carrara. No exterior há um jardim e um pequeno cemitério onde estão sepultados soldados e servos da família real.